# Mette von Kohl
Mette Lise von Kohl (30. juni 1917 i København – 23. marts 1975 på Frederiksberg) var en dansk skuespiller, datter af forfatteren Aage von Kohl.
Mette von Kohl var elev hos Clara Pontoppidan og læste senere i Tyskland, Frankrig, England og Italien. Hun havde roller ved bl.a. Riddersalen, Det ny Teater, Ungdommens Teater og Aalborg Teater, ligesom hun medvirkede i flere turnéer.
Hun er begravet på Frederiksberg Ældre Kirkegård.

## Filmografi
- For frihed og ret (1949)
- Det er så yndigt at følges ad (1954)
- Bruden fra Dragstrup (1955)
- To skøre hoveder (1961)
- Frk. Nitouche (1963)
- Ta' lidt solskin (1969)
- Tintomara (1970)
- Mazurka på sengekanten (1970)
- På'en igen Amalie (1973)
- I Jomfruens tegn (1973)
- I tyrens tegn (1974)
- Der må være en sengekant (1975)

### TV-serier
- Livsens ondskab (1972)